# 大富翁3
《大富翁3》是由大宇資訊在1996年製作的一款益智類的棋盤遊戲。為其開發的人馬為該公司的狂徒創作群。

## 遊戲內容

### 場地
遊戲中共有台北、台灣、大陸三個場地。

### 模式
在單人模式中玩家得要選擇其中一個人物當遊戲角色，玩家必須讓自己選擇的遊戲角色在「台北」、「台灣」及「大陸」三種場地闖關成功，才能得到結局畫面。
在多人模式中可任一選擇台北、台灣、大陸場地進行遊戲，人物選擇最多上限只到六個人為止。如果多人模式中玩家不足四人，則會由電腦補足人數到四人為止。

### 玩家
本作保留了前一代的孫小美、錢夫人、阿土(仔)三位原有的角色，大富翁3新增了珍妮佛、石橋貴子、瑪格麗特、林嬌嬌、金凱子、安德烈、白瑞德、小丹尼、沙隆巴斯等九位全新加入的角色，大富翁3的最特別的是人物多達十二位，每位角色都有自己專用的台詞及喜怒哀樂等活潑表情。

#### 既有角色
| 角色名稱 | 性別 | 國籍/居住地 | 初出    |
| -------- | ---- | ----------- | ------- |
| 孫小美   | 女   | 中國大陸    | 大富翁2 |
| 錢夫人   | 女   | 台灣        | 大富翁2 |
| 阿土(仔) | 男   | 台灣        | 大富翁2 |

#### 新增角色
| 角色名稱 | 性別 | 國籍/居住地 |
| -------- | ---- | ----------- |
| 珍妮佛   | 女   | 美國        |
| 石橋貴子 | 女   | 日本        |
| 瑪格麗特 | 女   | 德國        |
| 林嬌嬌   | 女   | 香港        |
| 金凱子   | 男   | 加拿大      |
| 安德烈   | 男   | 法國        |
| 白瑞德   | 男   | 英國        |
| 小丹尼   | 男   | 美國        |
| 沙隆巴斯 | 男   | 阿拉伯      |

### 神明
遊戲中除了延續前作大富翁2的神明外，還另外新增了兩種神明；在前作所登場四種神明在本作中首次被加上了大小之分。大小神明的区别只在于附身时顯靈的機率（大神明每次都會顯靈）；附身期间的影响是相同的，附身天數均為7天。另外每次附身结束后神明都会在大小之间变化。
- 福神（大/小）——附身时可獲得（二/一）張卡片，之後所有房地產投資时自动加盖一层房屋(福神必然顯靈，小福神隨機顯靈)，且发生的所有随机事件必然对玩家有利。
- 財神（大/小）——附身时可獲得四位數現金，之後免除所有费用(財神必然顯靈，小財神隨機顯靈)，包括過路費，以及事件导致的金钱损失。
- 衰神（大/小）——附身时損失（隨機二張/随机一张）卡片，之後所有房地產投資無效(衰神必然顯靈，小衰神隨機顯靈)，且发生的所有随机事件必然对玩家不利。
- 窮神（大/小）——附身时需付三位數現金給所有其他玩家，之後所有金钱损失加倍(窮神必然顯靈，小窮神隨機顯靈)，包括過路費，与事件导致的金钱损失。
- 天使——路過任何房地產時，增建或付過路費前，會加蓋一層房屋。
- 惡魔——路過任何房地產時，增建或付過路費前，會拆掉一層房屋。

### 雜角
大富翁3首次新增了四位雜角，他們往往會對玩家產生不利的影響，所以玩家有必要透過各種手段避開他們。
- 警察——當玩家行走時碰到警察時，會被開出違規罰單，必須繳納3000元罰款，若玩家以車輛行進，車輛就會立即拖吊（備註：可使用機器娃娃消除，罰款可使用免費卡或嫁禍卡）。
- 流氓——當玩家行走時碰到流氓時，會被他勒索10%的現金（備註：可使用機器娃娃消除，金額不小於2000元時可使用免費卡或嫁禍卡）。
- 惡犬——當玩家行走時碰到惡犬時，會被牠咬傷得要住院3天，若玩家以車輛行進，惡犬就會被玩家撞跑（備註：可使用機器娃娃消除，也可使用免罪卡或嫁禍卡）。
- 乞丐——在遊戲中倒閉之角色，會在原地停留乞討，任何一名首先遇上他/她的玩家須施捨他/她一仟元，之後乞丐會消失（備註：可使用機器娃娃消除）。

### 道具
大富翁3是大富翁系列中首次加入道具系統的作品，包括了可以被玩家自由使用的道具以及專賣道具的商店，玩家若持有點券，即可進入商店購買道具，商店道具有定時炸彈、飛彈、機器娃娃、遙控骰子、路障、汽車、機車、地雷等8種道具可以持點卷購買（可將機票賣出得20點劵），而這些道具能否被妥善運用，一定程度上左右了玩家累積財富的速度。

### 卡片
大富翁3的卡片數量相較大富翁2有所增減，在本作中玩家不再能像前作一樣透過金錢來購買卡片，而是必須透過點券才能換取。

### 點券
大富翁3是大富翁系列中首次加入點券系統的作品，點券是購買卡片與道具不可或缺的交易媒介，它在遊戲中可以透過金錢換取(每100元現金可換成1點)、點券發給點以及小遊戲取得，而點券也可以透過某種手段換成金錢(每1點可換乘100元現金)。

### 失物領取處
大富翁3透過一個失物領取處集中返還玩家因遭遇各種意外損失的金錢，當玩家經過該地方時會自動獲得累計的意外損失。在遊戲不斷進行的過程中如果一直沒有人踏入失物領取處，則會不斷累積金額，有時會成為逆轉的關鍵。

### 音樂
大富翁3的音樂全部沿用前作大富翁2的音樂，共有5首。

## 遊戲系統

### 物價指數
| 公式                             | 說明                                                                      |
| -------------------------------- | ------------------------------------------------------------------------- |
| {\displaystyle P={\frac {A}{C}}} | {\displaystyle P}：物價指數各項基本費用的倍率                             |
| {\displaystyle P={\frac {A}{C}}} | {\displaystyle A}：所有玩家角色資產總和的平均值                           |
| {\displaystyle P={\frac {A}{C}}} | {\displaystyle C}：常數值 {\displaystyle 200,000}每位玩家角色資產的預設值 |

### 基本操作

#### 行進
大富翁3為擲骰子回合制，行人時為擲一個骰子前進，機車最多可同時擲二個骰子前進，汽車最多可同時擲三個骰子前進。如果騎機車與開汽車但只擲一個骰子時，則會變更為行人狀態。

#### 土地
- 玩家在遊戲中購得一般空地後，可逐層加建，最高五層。
- 當使用改建卡時，以全地圖改建後建築物數量計算過路費
- 大富翁3的「台灣」和「大陸」地圖中的一些地點還有著租地，玩家可以透過付出一定的租賃費用後暫時獲得開發權，但若為尚未開發的土地，其他的玩家也可以付租金租下。
- 租地共有三種地目可供玩家自由選擇改建。
  - 旅館--可使對手在該處停留1至3天。與坐牢跟住院不同的是，玩家停留時其他角色仍須付過路費。
  - 辦公大樓--依對手擲骰子的點數判斷金錢大小。
  - 遊樂園--固定金額之外，可使對手在該處停留1至3天。與坐牢跟住院不同的是，玩家停留時其他角色仍須付過路費。

#### 日曆
大富翁3是大富翁系列第一款加入日曆系統的作品，時間在遊戲開始時的日期是採電腦內時間，在星期日以及例假日的時候，銀行與證券交易所皆不會營業，但星期六仍會營業。

#### 股票
本作的股票可以透過公司定點以及證券交易所進行交易的動作，大宇在本作中為相較前作購買股票的不便作了部分修改，讓玩家能更快速的進行投資。
- 前作--需停留股票市場始能交易
- 本作--行經股票市場即可交易

而股票在本作也不只是作為單純的股價買賣營利所得，它還首次加入了分配股利的機制，股數愈多者能分到的紅利也就愈多，這讓玩家必須重新思考不以賺錢為目的，而是必要性的持有某些股票的重要。

#### 董事長
大富翁3中持有某家上市公司最多股數的人即可成為該公司董事長，若為非公司董事長的玩家到達該公司，則必須繳交金錢做為該公司的營利所得，其額度之產生包括固定金額、以骰子決定金額、以房屋戶數或土地筆數決定金額等方式。

### 特殊地方

#### 黑市、道具店
它們分別為大富翁3買賣卡片與道具的場所。

#### 銀行
大富翁3存款與領款的場所。本作較前作的銀行增加了融資的功能，當玩家剛好停留在銀行時，可以進入銀行申請貸款以及信用卡。

#### 公司
大富翁3首次登場的地圖單位，玩家可以向其以較證券市場低的價格(承銷價)購買保留股(但也可能出現市價低於承銷價的情況)，但若為有人經營的公司，則須先繳交金錢做為該公司的營利所得，其額度之產生包括固定金額、以骰子決定金額、以房屋戶數或土地筆數決定金額等方式。

#### 火車站、機場
玩家停留在此格時可以選擇是否移動到其他火車站或機場，而機場與火車站最大的不同點在於移動時需要消耗機票一張（機場只在大陸地圖出現，玩家每次在機場停留可免費獲機票一張，若在商店售賣可得20點券）。

#### 監獄
玩家若是犯罪、或是遭受誣陷就會被送進該處；若受害者持有「復仇卡」則誣告/陷害者會同時遭監禁，刑期和受害者相同，復仇卡生效時免罪卡不會生效。坐牢期間其他角色不用付過路費，但走到公司還是要付費。

#### 醫院
玩家若是受傷就會被送進該處。住院期間其他角色不用付過路費，但走到公司還是要付費。

#### 公園
玩家休息的好去處，走到公園不會發生任何事件。

#### 新聞點
當玩家踏到時，會隨機發生一件即時性的新聞。

#### 機會點（運氣）
當玩家踏到時，該名玩家會隨機發生一起專屬事件。

#### 卡片點
當玩家踏到時，該名玩家會隨機取得一張卡片。

## 發行

### 評價
部分大富翁的狂熱玩家認為大富翁3整體的遊戲設計平衡是大富翁系列中最好的一代，他們肯定3代製作小組在一個系列遊戲轉換本質的實驗之作上打了一場漂亮的仗；而大富翁3也在大宇的得獎紀錄上獲得了兩項肯定。

### 影響
大富翁3是大富翁系列中從益智取向轉變為策略取向的重要轉折，從3代之後，儘管道具與卡片隨著每代的不同做過數次更動，但仍然不失此代原創的各項特點；而玩家也開始能夠在3代以後的大富翁遊戲中自行摸索出一套對電腦必勝的戰法。

### 版本
| 時間（年） | 名稱       | 平台  | 說明                                                                          |
| ---------- | ---------- | ----- | ----------------------------------------------------------------------------- |
| 1996       | 软盘版     | 磁片  | 3月10日，年初首次發行                                                         |
| 1996       | 初始光碟版 | 光碟  | 增加開頭動畫與語音                                                            |
| 1996       | 重訂光碟版 | 光碟  | 年底發行銷售到中华人民共和国的重訂版本有部分的遊戲問題                        |
| 1999       | 典藏光碟版 | 光碟  | 集合1到3代與初始光碟版相比程式不同                                            |
| 2022       | 典藏大富翁 | Steam | 7月28日發行，集合1到3代以DOSBox執行運作遊戲存檔的記憶體位址與1996年原作的不同 |

## 外部連結
- 大宇大富翁《大富翁3》 （页面存档备份，存于）
- 遊戲天堂《大富翁3》線上遊戲 （页面存档备份，存于）
- 大富翁3－青衫之友交流網 （页面存档备份，存于）
- 典藏大富翁 （页面存档备份，存于）－Steam